# Martin Tlapa
Martin Tlapa (* 28. September 1964) ist ein tschechischer Wirtschafts- und Außenpolitiker.
Tlapa studierte Ende der 1980er Jahre an der Wirtschaftsuniversität Prag und von 1999 bis 2002 an der Sheffield Hallam University und an der TU Prag. In den 2000er Jahren war er in mehreren Wirtschaftsverbänden und im Industrie- und Handelsministerium tätig und Mitglied in mehreren Aufsichtsräten. 
2014 wurde Tlapa stellvertretender Außenminister für Nichteuropäische Länder und wirtschaftliche Zusammenarbeit. So ist er nationaler Koordinator der Kooperation zwischen China und mittel- und osteuropäischen Ländern.
Seit Ende 2023 ist Tlapa Botschafter in Ottawa, Kanada. An der dortigen Botschaft war er bereits 1992 bis 1996 im Wirtschaftssekretäriat tätig.